# 佐々木健 (画家)
佐々木健（ささき けん、1976年 - ）は日本の画家。五味家を運営。

## 概要
神奈川県鎌倉市生まれ。
東京芸術大学大学院壁画専攻修了。

## 展示
- 「仮説オープンスタジオ」（青山｜目黒、2019）
- 「不純物と免疫」（TOKAS本郷、2017ほか）
- 「版画工房の仕事”Footprints”」（カスヤの森現代美術館、2016）[1]

## 発言
「芸術も国家も福祉も私自身も、根本から狂っていると思いました」佐々木健インタビューの中で五味家で開催された合流点について触れている。